# 뉴 스테이츠먼
뉴 스테이츠먼(영어: New Statesman)은 영국의 유명 시사·문예 주간지이다. 시드니·베어트리스 웨브 부부가 여러 사회주의자들의 도움을 받아 창간했으며 정치적으로 좌파 성향을 지니고 있다. 주요 필진으로 존 메이너드 케인스, 버트런드 러셀, 버지니아 울프, 크리스토퍼 히친스, 폴 존슨 등이 있었다.